# Marcel Laurens
Marcel Laurens (* 21. Juni 1952 in Mechelen) ist ein ehemaliger belgischer Radrennfahrer.

## Sportliche Laufbahn
Laurens war im Straßenradsport aktiv. Als Amateur gewann er unter anderem Brüssel–Opwijk 1974. Im Eintagesrennen Schaal Sels Merksem kam er 1974 auf den 3. Platz. Im Sommer 1974 wurde er Berufsfahrer im Radsportteam IJsboerke-Colner und blieb bis 1985 als Radprofi aktiv. Als Profi gewann er 1976, 1980 und 1982 den Heistse Pijl (1977 und 1979 2. Platz), 1977 die belgische Limburg-Rundfahrt, den La Flèche Brabançonne 1978 vor Hermann Van Springel, den Grand Prix Jef Scherens 1979 und 1980 eine Etappe der Katalonien-Rundfahrt sowie den Circuit du Tournaisis und den Grand Prix Frans Verbeeck.
Die Tour de France fuhr er fünfmal. 1978 wurde er 60., 1980 64., 1981 110., 1982 100. und 1983 88. der Gesamtwertung.
In der Tour 1983 wurde er Letzter und erhielt die symbolische Auszeichnung mit der Lanterne Rouge. Im Giro d’Italia 1983 kam er auf den 58. Platz.